# Osthausen (Osthausen-Wülfershausen)
Osthausen ist ein Ortsteil der Gemeinde Osthausen-Wülfershausen im Ilm-Kreis in Thüringen.

## Geografie
Osthausen liegt ca. 14 km östlich von Arnstadt und 20 Kilometer südlich von Erfurt in einer Höhe von 340
bis 350 m ü.NN.  Es liegt im historischen Gebiet und heutigem Landschaftsstrich Längwitz. Durch den Ort fließt der Schafbach. Zwischen Osthausen und Kranichfeld liegt der Osthausener Wald.

## Geschichte
Osthausen wurde erstmals im Jahr 1271 urkundlich erwähnt. Das Dorf ist als heutiges Haufendorf vermutlich aus einem Rundling entstanden. Die Kirche Sankt Jakobus wurde in ihrer heutigen Form  um 1500 gebaut. Zuvor bestand auch schon eine namensgleiche Kapelle. Von 1626 bis 1628 wurde das Pfarrhaus erbaut, welches 1704 weiter ausgebaut wurde. Die Kirche wurde über die Jahrhunderte mehrfach repariert und umgebaut, jedoch musst sie 2001 aufgrund akuter Einsturzgefahr gesperrt werden. Am 16. Mai 1968 erfolgte die Zusammenlegung mit der Gemeinde Wülfershausen zur Gemeinde Osthausen-Wülfershausen.

## Wirtschaft und Verkehr
Heute ist Osthausen ein Siedlungs- und Wohnstandort mit Handwerk, Gewerbe sowie Land- und Forstwirtschaft. Im Ort gibt es die staatliche Grundschule „Astrid Lindgren“, einen Kindergarten, einen Sportplatz sowie eine Sporthalle.
Von Osthausen verlaufen die L 1060 nach Wülfershausen und die K 5 von Elleben nach Achelstädt. Etwa 8 Kilometer nördlich des Dorfes verläuft die A 4 und zirka 6 Kilometer westlich die A 71, die über den Anschluss Arnstadt-Süd zu erreichen ist. Außerdem führen mehrere Radrouten und ein Reitweg durch den Ort.

## Persönlichkeiten
- Heinrich August Wilhelm Meyer (1800–1873), Theologe und Geistlicher, war von 1822 bis 1830 Pfarrer von Osthausen.
- Max Maurenbrecher (* 17. Juli 1874 in Königsberg; † 30. April 1930 in Osthausen), deutscher Geistlicher, Publizist und Politiker, verbrachte seine letzten Lebensjahre als Pfarrer in Osthausen